# Super Junior
Super Junior (Hangul: 슈퍼주니어, auch SuJu oder SJ genannt) ist eine südkoreanische Boygroup der zweiten K-Pop-Generation, die von Producer Lee Soo-Man unter S.M. Entertainment gegründet worden ist. Die Gruppe bestand ursprünglich aus zwölf Mitgliedern (Leeteuk, Heechul, Hankyung, Kangin, Yesung, Shindong, Sungmin, Eunhyuk, Donghae, Siwon, Ryeowook und Kibum) und war als größte Boyband der Welt bekannt. Am 6. November 2005 debütierte die Gruppe in dem Musikprogramm Popular Song von SBS mit ihrer Single Twins (Knock Out), unter dem Namen Super Junior 05. Ein Jahr später erhielten sie ihr 13. Mitglied Kyuhyun und wurden endgültig Super Junior genannt. Im Jahr 2008 kamen Henry und Zhoumi, als offizielle Mitglieder der Sub-Gruppe Super Junior-M, zu der Gruppe dazu.
Super Junior erlangten ihren weltweiten Erfolg im Jahr 2009 mit der Veröffentlichung ihres Albums namens Sorry, Sorry (Hangul: 쏘리 쏘리) mit dem gleichnamigen Titellied Sorry, Sorry (Hangul: 쏘리 쏘리). Über die Jahre wurden Sub-Gruppen gegründet, die auf verschiedene Musikrichtungen spezialisiert sind, um das volle Potenzial der Mitglieder auszuschöpfen. Die bekannteste Sub-Gruppe ist Super Junior-M, welche gegründet wurde um auch im chinesischen Musikmarkt mitzuwirken, wodurch die Gruppe hauptsächlich in China aktiv ist. Zudem haben die Mitglieder Kyuhyun, Ryeowook und Yesung bereits Solo-Alben herausgebracht und sind in der allgemeinen Medienbranche tätig.

## Geschichte
Im Jahr 2000 hielt S.M. Entertainment zum ersten Mal ein Casting in China ab und rekrutierte dabei Hangkyung, der sich von rund 3.000 Bewerbern durchsetzte. Im selben Jahr kamen Leeteuk, Yesung und Eunhyuk hinzu, nachdem sie bei einem Casting in Seoul als Trainees aufgenommen wurden. Sungmin und Donghae wurden, nachdem sie beide gemeinsam den ersten Platz bei einem vom S.M. Entertainments Wettbewerben errungen hatten, auch aufgenommen. 2002 wurde Kibum in Los Angeles von einem Agenten der Agentur entdeckt und zusammen mit Heechul und Kangin rekrutiert. Siwon wurde 2003 von der Agentur gescoutet und wurde ebenfalls ein Trainee, Shindong folgte 2004. Ryeowook wurde im Jahre 2005, nachdem er den Gesangswettbewerb des Chin Chin Youth Festival 2004 gewonnen hatte, nur zwei Monate vor seinem Debüt als weiterer Trainee aufgenommen. Kyuhyun wurde 2005, nachdem er den dritten Platz am Chin Chin Youth Festival 2005 gewonnen hatte, Trainee bei S.M. Entertainment und trat der Gruppe 2006 bei.
Anfang 2005 gab Lee Soo-man bekannt, dass er die Band mit zwölf Mitgliedern bis zum Ende des Jahres debütieren lassen wollte. Er nannte die Gruppe „The Gateway to Stardom of Asia“, da die meisten der Mitglieder schon vor dem Debüt Erfahrungen als Schauspieler, MCs, Models und DJs besaßen. Inspiriert vom rationalen Konzept der japanischen Band Morning Musume hatte Lee Soo-man vor, jährlich Mitglieder durch andere zu ersetzen, um die Gruppe „jung“ zu halten. Dieses Konzept war bisher nicht bekannt im K-Pop. Da die Agentur von der Gruppe immer als Juniors sprach, setzte sich dieser Name bald durch und schließlich zu Super Junior. Da die zwölf Mitglieder die erste Generation Super Junior sein sollte, wurde die Gruppe offiziell Super Junior 05 genannt.
Super Junior 05 machten ein Pre-Debüt im koreanischen Kanal Mnet am 11. September 2005, wo sie verschiedene Arten von Hip-Hop darstellten und zu B2Ks „Take It to the Floor“ tanzten. Hankyung, Eunhyuk und Donghae tanzten zusätzlich zu Ushers „Chaught Up“.

### Debüt 2005
Ihr offizielles Debüt gaben Super Junior 05 am 6. November 2005 in SBSs Musikprogramm Popular Song, wo sie ihre erste Single „Twins (Knock Out)“ vorstellten. Eine Download-Single mit „Twins (Knock Out)“, „You are the One“, und drei zusätzlichen Liedern wurde nur zwei Tage später am 8. November online veröffentlicht, gefolgt von ihrem Debütalbum „Twins“ am 6. Dezember 2005. Dieses Album verkaufte bereits 28.536 Kopien im ersten Monat und bekam das am dritthäufigsten verkaufte Album des Monats Dezember.

### 2006–2007
Im Februar 2006 begannen die Auftritte mit „Miracle“, ebenfalls ein Lied aus ihrem Debütalbum, das die Charts in Thailand eroberte und internationale Aufmerksamkeit brachte. S.M. Entertainment begann Mitglieder für die nächste Generation, Super Junior 06, zu rekrutieren und bereitete eine Liste der Mitglieder vor, die aussteigen würden. Jedoch verwarf die Agentur dieses Konzept schließlich und holte nur ein 13. Mitglied, Cho Kyuhyun, in die Gruppe, wobei Super Junior das Suffix „05“ verlor und nun offiziell zu Super Junior wurde.
Nach der Vervollständigung der Gruppe veröffentlichten sie am 25. Mai 2006 ihre zweite Single „U“ zum kostenlosen Herunterladen, die über 400.000 mal heruntergeladen wurde und innerhalb von fünf Stunden schließlich über 1,7 Millionen Klicks kam und einen Serverausfall verursachte. Diese Single wurde zum erfolgreichsten Lied des Jahres und nach Erscheinung der CD mit insgesamt drei Liedern über 81.000 Mal verkauft. Bis zum Ende des Jahres erhielt Super Junior mehr als 7 Auszeichnungen von verschiedenen koreanischen Musikawards, wobei sie unter anderem den Newcomer Award der 21. Golden Disk Awards gewannen.
Ende 2006 debütierte Super Juniors erste Subunit names Super Junior-K.R.Y.
Im Februar 2007 folgte dann die zweite Subunit Super Junior-T, diese spezialisierte sich auf Trot-Musik.

### 2008:Super Show

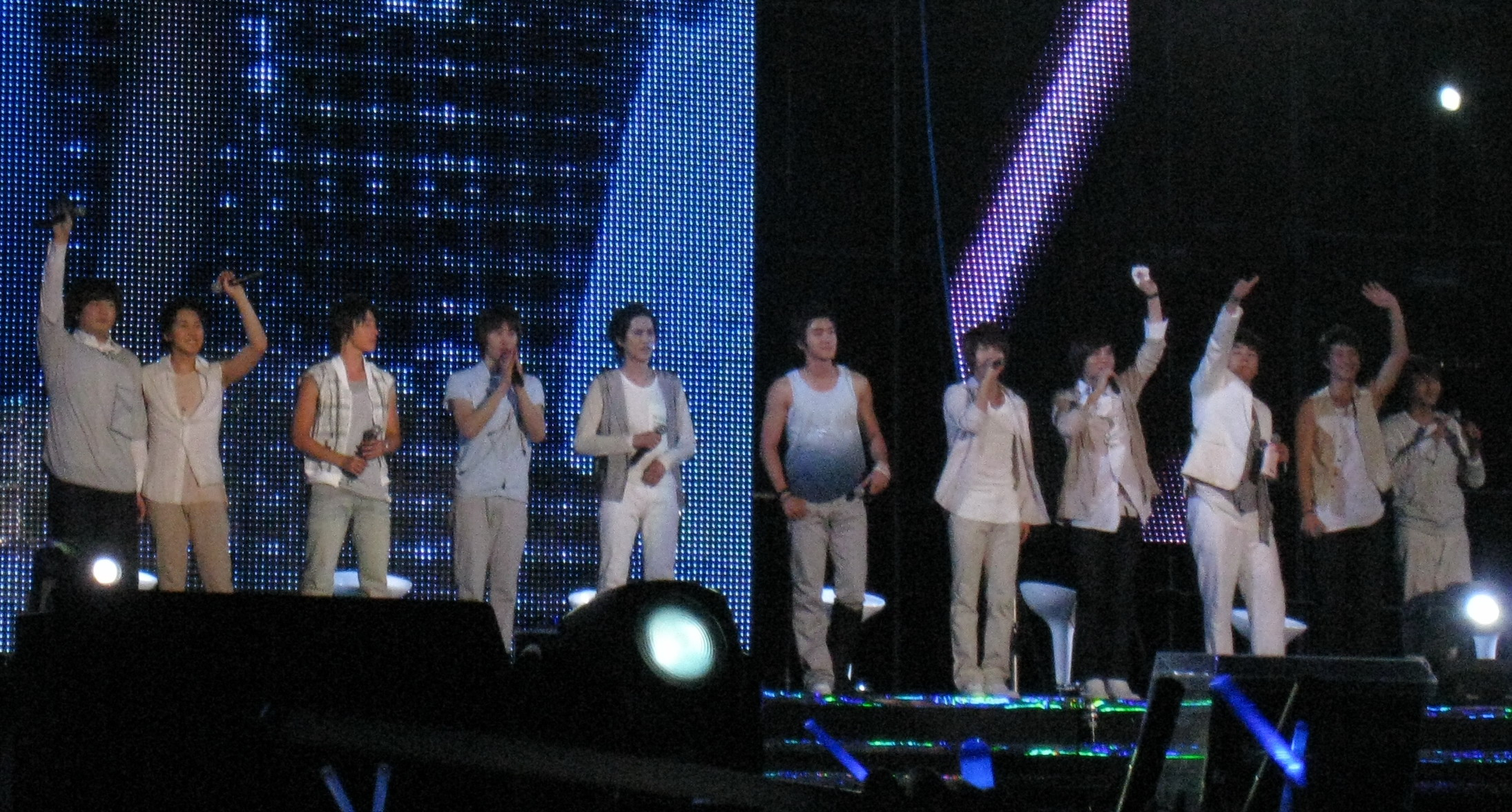
Super Junior in Bangkok, Thailand

2008 stand ganz unter dem Motto der Eroberung des asiatischen Marktes. Höhepunkt zu Beginn des Jahres war die erste Asientour Super Show, die von Seoul über Beijing, Bangkok bis nach Tokio und Hongkong führte. Bei dieser Tour sang die Band, bis auf 6 Lieder, alles live, was als Antwort auf die heftige Kritik zu verstehen ist, die man ihren nicht unbedingt synchronen Playbackauftritten entgegengebracht hat. Die Resonanz auf diesen Schritt und die gesamte Tour ließ die Kritiker verstummen.
Am 2. August haben Super Junior außerdem die MTV Asia Awards in der Kategorie „beliebtester koreanischer Künstler“ gewonnen und sich damit gegen andere Bands wie Big Bang, Wonder Girls und Girls’ Generation durchgesetzt.

### 2009:Sorry, Sorry– Das dritte Album
Nach nun eineinhalb Jahren, in denen sich Super Junior um ihre Subgroup-Aktivitäten und Soloprojekte wie Rollen in Filmen, Serien und sogar Musicals kümmerten, erschien am 12. März das dritte Album Sorry Sorry. Es verkaufte sich bereits am ersten Tag 29.000 Mal. Auch nach Monaten stiegen die Verkaufszahlen noch immer an.
Im Sommer 2009 erschien die vierte Version des Albums, diesmal in Thailand und mit DVD. Die Single Sorry, Sorry gab es außerdem in einer japanischen Version. Am 12. Mai erschien die zweite Single It´s You. Das noch ungeschnittene Video dazu tauchte vor der offiziellen Veröffentlichung bereits im Internet auf. Etwas später erschienen noch weitere Versionen, eine Dance- und eine Drama-Version, diesmal jedoch offiziell.
Am 17. Juli begann Super Show 2 mit drei Konzerten in Seoul, die von einem chinesischen Radiosender live übertragen wurden. Außerdem bestand über einen Internetserver Zugriff darauf. Leeteuk kündigte in der einen Tag später stattfindenden Pressekonferenz an, dass die Tour durch 15 Städte gehen werde.

### 2010:Bonamana– Das vierte Album,Super Show 3
Am 7. Mai erschien der Teaser zum neuen Album „Bonamana“, wenige Tage darauf wurde die Single Bonamana veröffentlicht. Am 14. Mai folgten das Video und das Comebackstage, diesmal jedoch nur noch mit zehn statt dreizehn Mitgliedern.
Am 26. Mai erschien das vierte Album Bonamana, im August startete die dritte Super-Show-Tour.

### 2011:Mr. Simple– Das fünfte Album, WelttourneeSuper Show 4
Am 3. August 2011 veröffentlichte die Gruppe das fünfte Album Mr. Simple mit insgesamt 10 aktiven Mitgliedern. Mit über 340'000 verkauften Kopien ist Mr. Simple das zweitmeistverkaufte Album des Jahres 2011 in Südkorea, bis Ende 2012 wurden schließlich über 500'000 Alben verkauft. Am 19. November 2011 startete die erste Welttournee Super Show 4 in Südkorea mit Konzerten in Asien und Europa.

### 2012–2013:Sexy, Free & Single– Das sechste Album, Welttournee Super Show 5
Nach einer langen Pause veröffentlichte Super Junior am 1. Juli 2012 mit einer Besetzung von 10 aktiven Mitgliedern ihr 6. Album namens Sexy, Free & Single. Am 23. März 2013 startete die zweite Welttournee Super Show 5 mit Konzerten in Asien, Südamerika und Europa.
Am 7. Januar 2013 kam von der Sub-Gruppe Super Junior-M das Album Break Down raus.

### 2014:Mamacita– Das siebte Album, WelttourneeSuper Show 6
Am 1. September 2014 wurde das siebte Album Mamacita von Super Junior veröffentlicht. Super Junior wird im September ebenfalls ihre Worldtournee Super Show 6 in Südkorea starten.
Ebenfalls veröffentlichte Super Junior-M am 21. März ihr drittes Album Swing. Im Oktober 2014 erschien das Debütalbum von Kyuhyun.

### 2015: Devil – 10 Years Special
Im März 2015 erschien das zweite Album von Super Junior – D&E. Die Subgruppe ging auf Tournee. Im Juli 2015 beendete Super Junior ihre Super Show 6-Tournee. Mit dem Ende der Tournee erschien ein neues Studioalbum mit dem Titel Devil. Dieses Album soll das zehnjährige Bestehen der Band feiern.
Im August 2015 gab die Subgruppe K.R.Y. ihr Comeback mit einer neuen Single. Auch diese Subgruppe ging zur Promotion auf Tournee. Im Oktober 2015 veröffentlichte Kyuhyun sein zweites Album.

### 2016: Gründung vonSJ Label
S.M. Entertainment gründete für die Band, samt Subgruppen ein eigenes Plattenlabel namens SJ Label, wobei die Mitglieder von Super Junior immer noch unter Vertrag bei S.M. Entertainment sind und alle Aktivitäten von SJ Label von S.M. geregelt werden.
Im Januar 2016 veröffentlichte Ryeowook sein Solo-Debütalbum The Little Prince, wie auch Yesung veröffentlichte im April 2016 sein Debütalbum.

### 2017–heute:PLAYandSuper Show 7
Am 27. September 2017 veröffentlichte Super Juniors Internetseite einen Countdown, welcher bis zum 6. November runterzählte, der Tag Super Juniors zwölften Jubiläum und des Comebacks für ihr achtes Album. „SJ Returns – Super Junior Real Comeback Story“ startete am 9. Oktober auf Vlive. Am 6. November hielt Super Junior eine Pressekonferenz und veröffentlichte ihr achtes Album names PLAY. Der Titel soll eine Kombination zweier Bedeutungen sein: 'replay the music' und 'play excitedly'. PLAY beinhalten 10 Lieder. Black Suit und One More Chance sind die zwei Titeltracks dieses Albums. Black Suits Musikvideo bekam in den ersten 24 Stunden über 3 Millionen Aufrufe auf Youtube. Siwon nahm nicht an den Promotions teil. Am 6. Dezember veröffentlichte Super Junior ihr japanisches Single-Album On and On. Dieses Lied wurde von Siwon selbst komponiert. Die Welttournee Super Show 7 startete am 15. Dezember 2017.

## Sub-Gruppen und Solos
Neben der Hauptgruppe bestehen mehrere Untergruppen, die sich verschieden zusammensetzen. Die erste Sub-Gruppe entstand 2006 aus drei der Mitglieder und nennt sich Super Junior-K.R.Y. nach den Anfangsbuchstaben von Kyuhyun, Ryeowook und Yesung. 2007 entstand Super Junior-Trot (Supers Junior-T), eine Untergruppe, die sich der koreanischen Popmusik Trot widmet. Super Junior-M (SJ-M) wurde 2008 gegründet. Zwei der acht Mitglieder stammen aus China und diese gehören nicht der Hauptgruppe an. Sie machen Mandopop, wovon sich die Namenserweiterung ableitet. Ebenfalls 2008 gründete sich die vierte offizielle Sub-Gruppe Super Junior-H, wobei das H für Happy steht.
Im Jahr 2011 gründete Heechul zusammen mit Kim Jung-mo von der Band TRAX die Projektgruppe M&D, wobei M&D sowohl für „Midnight and Dawn“, als auch für ihre jeweiligen Heimatorte, Miari und Dangae-dong, steht. Ihre Debütsingle „Close Ur Mouth“ wurde am 23. Juli 2011 veröffentlicht, wobei diese nur digital verkauft wurde.
Ebenfalls 2011 wurde die fünfte offizielle Sub-Gruppe (Super Junior) Donghae & Eunhyuk (auch D&E oder DnE genannt) gegründet; die erste Single „Oppa, Oppa“ erschien am 16. Dezember 2011.
Am 30. Mai 2013 teilte S.M. Entertainment mit, dass Super Junior-M Mitglied Henry Lau sein erstes Soloalbum „Trap“ im Juni herausgeben wird.
Am 31. Oktober 2014 veröffentlichte Super Junior-M Mitglied Zhou Mi ebenfalls sein erstes Soloalbum mit dem Titel „Rewind“. Einige Tage später wurde bekannt, dass Super Junior Mitglied Kyuhyuns erstes Soloalbum „At Gwanghwamun“ am 13. November erscheinen wird. Im Oktober 2015 veröffentlichte Kyuhyun sein zweites Soloalbum. Ende Januar 2016 veröffentlichte Ryeowook mit The Little Prince sein erstes Soloalbum. Im April 2016 erschien Yesungs erste Solo-EP.

## Welttournee
- Super-Show

## Aktuelle Mitglieder
| Künstlername | Geburtsname                     | Geburtsdatum (Alter) | Geburtsort | Position                            | Status  | Anmerkung                                                                                      |
| ------------ | ------------------------------- | -------------------- | ---------- | ----------------------------------- | ------- | ---------------------------------------------------------------------------------------------- |
| Leeteuk      | Park Jung-soo (박정수; 朴正洙)  | 1. Juli 1983         | Seoul      | Leader & Vocalist                   | Aktiv   | Armeedienst am 29. Juli 2014 beendet                                                           |
| Heechul      | Kim Hee-chul (김희철; 金希澈)   | 10. Juli 1983        | Hoengseong | Vocalist & Rapper                   | Aktiv   | Armeedienst am 31. August 2013 beendet                                                         |
| Yesung       | Kim Jong-woon (김종운; 金鐘雲)  | 24. August 1984      | Seoul      | Main Vocalist                       | Aktiv   | Armeedienst am 6. Mai 2015 beendet                                                             |
| Kangin       | Kim Young-woon (김영운; 金永雲) | 17. Januar 1985      | Seoul      | Vocalist                            | Inaktiv | Armeedienst am 16. April 2012 beendet                                                          |
| Shindong     | Shin Dong-hee (신동희; 申東熙)  | 28. September 1985   | Mungyeong  | Lead Rapper & Lead Dancer           | Aktiv   | Armeedienst am 23. Dezember 2016 beendet                                                       |
| Sungmin      | Lee Sung-min (이성민; 李晟敏)   | 1. Januar 1986       | Ilsan      | Lead Vocalist & Lead Dancer         | Inaktiv | Armeedienst am 30. Dezember 2016 beendet Auszeit aufgrund einer Cybermobbing-Attacke gegen ihn |
| Eunhyuk      | Lee Hyuk-jae (이혁재; 李赫宰)   | 4. April 1986        | Ilsan      | Main Rapper, Vocalist & Main Dancer | Aktiv   | Armeedienst am 12. Juli 2017 beendet                                                           |
| Siwon        | Choi Si-won (최시원; 崔始源)    | 7. April 1986        | Seoul      | Vocalist, Face of the group         | Aktiv   | Armeedienst am 18. August 2017 beendet                                                         |
| Donghae      | Lee Dong-hae (이동해; 李東海)   | 15. Oktober 1986     | Mokpo      | Lead Vocalist, Lead Dancer & Rapper | Aktiv   | Armeedienst am 14. Juli 2017 beendet                                                           |
| Ryeowook     | Kim Ryeo-wook (김려욱; 金厲旭)  | 21. Juni 1987        | Incheon    | Main Vocalist                       | Aktiv   | Armeedienst am 10. Juli 2018 beendet.                                                          |
| Kyuhyun      | Cho Kyu-hyun (조규현; 曺圭賢)   | 3. Februar 1988      | Seoul      | Lead Vocalist, Sub-Dancer & Maknae  | Aktiv   | Armeedienst am 7. Mai 2019 beendet.                                                            |

### Subgroup Mitglieder (Super Junior-M)
| Künstlername | Geburtsname                   | Geburtsdatum (Alter) | Geburtsort | Position          | Status | Anmerkung |
| ------------ | ----------------------------- | -------------------- | ---------- | ----------------- | ------ | --------- |
| Zhou Mi      | Zhou Mi (chinesisch 周觅)     | 19. April 1986       | Wuhan      | Vocalist          | Aktiv  | –         |
| Henry        | Henry Lau (chinesisch 劉憲華) | 11. Oktober 1989     | Toronto    | Vocalist & Rapper | Aktiv  | –         |

### Ehemalige Mitglieder
| Künstlername            | Geburtsname                                 | Geburtsdatum    | Geburtsort | Position               | Anmerkung                                              |
| ----------------------- | ------------------------------------------- | --------------- | ---------- | ---------------------- | ------------------------------------------------------ |
| Hankyung (auch Hangeng) | Han Geng (chinesisch 韩庚, Pinyin Hán Gēng) | 9. Februar 1984 | Mudanjiang | Vocalist & Lead Dancer | Aktiv (2005–2009)                                      |
| Kibum                   | Kim Ki-bum (김기범; 金起範)                 | 21. August 1987 | Seoul      | Lead Rapper & Vocalist | Aktiv (2005–2010) Konzentration auf Schauspielkarriere |

## Diskografie

### Studioalben
| Jahr | Titel               | Höchstplatzierung, Gesamtwochen, AuszeichnungChartplatzierungen (Jahr, Titel, Platzierungen, Wochen, Auszeichnungen, Anmerkungen) | Höchstplatzierung, Gesamtwochen, AuszeichnungChartplatzierungen (Jahr, Titel, Platzierungen, Wochen, Auszeichnungen, Anmerkungen) | Anmerkungen                                                                            |
| Jahr | Titel               | KR | JP | Anmerkungen                                                                            |
| ---- | ------------------- | --- | --- | -------------------------------------------------------------------------------------- |
| 2005 | Twins               | — | — | Erstveröffentlichung: 7. Dezember 2005 Verkäufe KR: + 124.292                          |
| 2007 | Don’t Don           | KR17 (25 Wo.)KR | JP55 (1 Wo.)JP | Erstveröffentlichung: 20. September 2007 Verkäufe KR: + 199.735                        |
| 2009 | Sorry, Sorry        | KR17 (134 Wo.)KR | JP33 (3 Wo.)JP | Erstveröffentlichung: 12. März 2009; Chartplatzierungen ab 2010 Verkäufe KR: + 299.140 |
| 2010 | Bonamana            | KR1 (44 Wo.)KR | JP15 (25 Wo.)JP | Erstveröffentlichung: 13. Mai 2010 Verkäufe KR: + 216.518; JP: + 30.615                |
| 2011 | Mr. Simple          | KR1 (84 Wo.)KR | — | Erstveröffentlichung: 3. August 2011 Verkäufe KR: + 384.122; JP: + 54.498              |
| 2012 | Sexy, Free & Single | KR1 (43 Wo.)KR | — | Erstveröffentlichung: 4. Juli 2012 Verkäufe KR: + 370.496; JP: + 73.285                |
| 2013 | Hero                | KR10 (2 Wo.)KR | JP2 Gold · (13 Wo.)JP | Erstveröffentlichung: 24. Juli 2013 Verkäufe KR: + 3.495; JP: + 122.373                |
| 2014 | Mamacita            | KR1 (20 Wo.)KR | — | Erstveröffentlichung: 1. September 2014 Verkäufe KR: + 279.656; JP: + 37.410           |
| 2017 | Play                | KR2 (19 Wo.)KR | — | Erstveröffentlichung: 6. November 2017 Verkäufe KR: + 245.868; JP: + 23.419            |
| 2019 | Time_Slip           | KR1 Platin · (10 Wo.)KR | — | Erstveröffentlichung: 14. Oktober 2019 Verkäufe KR: + 433.861; JP: + 24.677            |
| 2021 | The Renaissance     | KR1 Platin · (6 Wo.)KR | — | Erstveröffentlichung: 16. März 2021 Verkäufe KR: + 442.742; JP: + 10.694               |
| 2023 | The Road            | KR9 (3 Wo.)KR | — | Erstveröffentlichung: 6. Januar 2023 Verkäufe KR: + 88.375; JP: + 1.174                |

grau schraffiert: keine Chartdaten aus diesem Jahr verfügbar

### Wiederveröffentlichungen
| Jahr | Titel      | Höchstplatzierung, Gesamtwochen, AuszeichnungChartplatzierungen (Jahr, Titel, Platzierungen, Wochen, Auszeichnungen, Anmerkungen) | Höchstplatzierung, Gesamtwochen, AuszeichnungChartplatzierungen (Jahr, Titel, Platzierungen, Wochen, Auszeichnungen, Anmerkungen) | Anmerkungen                                                     |
| Jahr | Titel      | KR | JP | Anmerkungen                                                     |
| ---- | ---------- | --- | --- | --------------------------------------------------------------- |
| 2007 | Don’t Don  | KR16 (30 Wo.)KR | — | Erstveröffentlichung: 5. November 2007                          |
| 2011 | Mr. Simple | KR1 (63 Wo.)KR | — | Erstveröffentlichung: 19. September 2011 Verkäufe KR: + 180.336 |
| 2018 | Replay     | KR3 (14 Wo.)KR | — | Erstveröffentlichung: 12. April 2018 Verkäufe KR: + 114.457     |

### Livealben
| Jahr | Titel                                                       | Höchstplatzierung, Gesamtwochen, AuszeichnungChartplatzierungen (Jahr, Titel, Platzierungen, Wochen, Auszeichnungen, Anmerkungen) | Höchstplatzierung, Gesamtwochen, AuszeichnungChartplatzierungen (Jahr, Titel, Platzierungen, Wochen, Auszeichnungen, Anmerkungen) | Anmerkungen                                                                  |
| Jahr | Titel                                                       | KR | JP | Anmerkungen                                                                  |
| ---- | ----------------------------------------------------------- | --- | --- | ---------------------------------------------------------------------------- |
| 2008 | Super Show – Super Junior The 1st Asia Tour Concert Album   | — | JP230 (1 Wo.)JP | Erstveröffentlichung: 19. Mai 2008 Verkäufe KR: + 20.862                     |
| 2009 | Super Show 2 – Super Junior The 2nd Asia Tour Concert Album | — | JP81 (1 Wo.)JP | Erstveröffentlichung: 10. Dezember 2009 Verkäufe KR: + 25.954                |
| 2011 | Super Show 3 – Super Junior The 3rd Asia Tour Concert Album | — | JP6 (7 Wo.)JP | Erstveröffentlichung: 24. Oktober 2011 Verkäufe KR: + 30.951                 |
| 2013 | Super Junior World Tour Super Show 4                        | — | — | Erstveröffentlichung: 28. Juni 2013 Verkäufe KR: + 20.263                    |
| 2015 | Super Junior World Tour Super Show 5                        | — | — | Erstveröffentlichung: 6. November 2015 Verkäufe KR: + 38.475 (Shows 5 und 6) |
| 2015 | Super Junior World Tour Super Show 6                        | — | — | Erstveröffentlichung: 6. November 2015                                       |

grau schraffiert: keine Chartdaten aus diesem Jahr verfügbar

### Kompilationen
| Jahr | Titel | Höchstplatzierung, Gesamtwochen, AuszeichnungChartplatzierungen (Jahr, Titel, Platzierungen, Wochen, Auszeichnungen, Anmerkungen) | Höchstplatzierung, Gesamtwochen, AuszeichnungChartplatzierungen (Jahr, Titel, Platzierungen, Wochen, Auszeichnungen, Anmerkungen) | Anmerkungen                                                              |
| Jahr | Titel | KR | JP | Anmerkungen                                                              |
| ---- | ----- | --- | --- | ------------------------------------------------------------------------ |
| 2015 | Devil | KR2 (11 Wo.)KR | — | Erstveröffentlichung: 16. Juli 2015 Verkäufe KR: + 168.673; JP: + 33.401 |
| 2021 | Star  | — | JP5 (3 Wo.)JP | Erstveröffentlichung: 27. Januar 2021 Verkäufe JP: + 22.343              |

### Single-Alben
| Jahr | Titel                       | Höchstplatzierung, Gesamtwochen, AuszeichnungChartplatzierungen (Jahr, Titel, Platzierungen, Wochen, Auszeichnungen, Anmerkungen) | Höchstplatzierung, Gesamtwochen, AuszeichnungChartplatzierungen (Jahr, Titel, Platzierungen, Wochen, Auszeichnungen, Anmerkungen) | Anmerkungen                                                                |
| Jahr | Titel                       | KR | JP | Anmerkungen                                                                |
| ---- | --------------------------- | --- | --- | -------------------------------------------------------------------------- |
| 2006 | U                           | — | — | Erstveröffentlichung: 3. Juni 2006 Verkäufe KR: + 83.010                   |
| 2022 | The Road: Winter for Spring | KR1 (4 Wo.)KR | — | Erstveröffentlichung: 28. Februar 2022 Verkäufe KR: + 190.869; JP: + 6.910 |

### EPs
| Jahr | Titel                   | Höchstplatzierung, Gesamtwochen, AuszeichnungChartplatzierungen (Jahr, Titel, Platzierungen, Wochen, Auszeichnungen, Anmerkungen) | Höchstplatzierung, Gesamtwochen, AuszeichnungChartplatzierungen (Jahr, Titel, Platzierungen, Wochen, Auszeichnungen, Anmerkungen) | Anmerkungen                                                                  |
| Jahr | Titel                   | KR | JP | Anmerkungen                                                                  |
| ---- | ----------------------- | --- | --- | ---------------------------------------------------------------------------- |
| 2018 | One More Time           | KR2 (10 Wo.)KR | — | Erstveröffentlichung: 8. Oktober 2018 Verkäufe KR: + 142.534; JP: + 7.957    |
| 2020 | I Think U               | — | JP2 (7 Wo.)JP | Erstveröffentlichung: 29. Januar 2020 Verkäufe JP: + 51.979                  |
| 2022 | The Road: Keep On Going | KR3 (8 Wo.)KR | — | Erstveröffentlichung: 12. Juli 2022 Verkäufe KR: + 178.561; JP: + 14.445     |
| 2022 | The Road: Celebration   | KR1 (4 Wo.)KR | — | Erstveröffentlichung: 16. Dezember 2022 Verkäufe KR: + 188.304; JP: + 15.202 |

### Singles
| Jahr                   | Titel Album                                               | Höchstplatzierung, Gesamtwochen, AuszeichnungChartplatzierungen (Jahr, Titel, Album, Platzierungen, Wochen, Auszeichnungen, Anmerkungen) | Höchstplatzierung, Gesamtwochen, AuszeichnungChartplatzierungen (Jahr, Titel, Album, Platzierungen, Wochen, Auszeichnungen, Anmerkungen) | Anmerkungen                                                               |
| Jahr                   | Titel Album                                               | KR | JP | Anmerkungen                                                               |
| ---------------------- | --------------------------------------------------------- | --- | --- | ------------------------------------------------------------------------- |
| Südkoreanische Singles |                                                           | | |                                                                           |
|                        |                                                           | | |                                                                           |
| 2005                   | Twins (Knock Out) Super Junior 05                         | — | — | Erstveröffentlichung: 8. November 2005                                    |
| 2006                   | Miracle Super Junior 05                                   | — | — | Erstveröffentlichung: 12. Februar 2006                                    |
| 2006                   | U                                                         | — | — | Erstveröffentlichung: 13. Juni 2006 Verkäufe KR: + 1.783.010              |
| 2006                   | Dancing Out 2006 Summer SMTOWN                            | — | — | Erstveröffentlichung: 20. Juni 2006                                       |
| 2007                   | (로꾸거) Rokkugoh 2007 Summer SMTOWN – Fragile            | — | — | Erstveröffentlichung: 23. Februar 2007                                    |
| 2007                   | Don’t Don                                                 | — | — | Erstveröffentlichung: 20. September 2007                                  |
| 2007                   | Marry U Don’t Don                                         | — | — | Erstveröffentlichung: 7. November 2007                                    |
| 2009                   | Sorry, Sorry                                              | — | — | Erstveröffentlichung: 9. März 2009 Verkäufe KR: + 3.000.000               |
| 2009                   | 너라고 (It’s You) Sorry, Sorry                            | — | — | Erstveröffentlichung: 11. Mai 2009 Verkäufe KR: + 1.225.000               |
| 2010                   | 미인아 (Bonamana) Bonamana                                | KR8 (10 Wo.)KR | — | Erstveröffentlichung: 13. Mai 2010 Verkäufe KR: + 1.264.311               |
| 2010                   | 너 같은 사람 또 없어 (No Other) Bonamana                  | KR20 (8 Wo.)KR | — | Erstveröffentlichung: 24. Juni 2010                                       |
| 2010                   | 똑똑똑 (Knock Knock Knock) –                              | KR85 (1 Wo.)KR | — | Erstveröffentlichung: 2010                                                |
| 2011                   | Mr. Simple                                                | KR4 (10 Wo.)KR | — | Erstveröffentlichung: 3. August 2011 Verkäufe KR: + 1.900.000             |
| 2011                   | A-CHA Mr. Simple                                          | KR15 (5 Wo.)KR | — | Erstveröffentlichung: Ende 2011 Verkäufe KR: + 710.531                    |
| 2011                   | Santa U Are the One 2011 Winter SMTOWN – The Warmest Gift | KR64 (1 Wo.)KR | — | Erstveröffentlichung: 16. Dezember 2011 Verkäufe KR: + 260.238            |
| 2012                   | Sexy, Free & Single                                       | KR5 (8 Wo.)KR | — | Erstveröffentlichung: 1. Juli 2012 Verkäufe KR: + 872.657                 |
| 2012                   | Spy Sexy, Free & Single                                   | KR10 (5 Wo.)KR | — | Erstveröffentlichung: 5. August 2012 Verkäufe KR: + 440.202               |
| 2014                   | Mamacita                                                  | KR11 (5 Wo.)KR | — | Erstveröffentlichung: 1. September 2014 Verkäufe KR: + 159.986            |
| 2014                   | Baegilmong (Evanesce) Mamacita                            | KR144 (1 Wo.)KR | — | Erstveröffentlichung: 2014                                                |
| 2015                   | Devil Mamacita                                            | KR21 (6 Wo.)KR | — | Erstveröffentlichung: 16. Juli 2015 Verkäufe KR: + 153.660                |
| 2015                   | Magic Devil                                               | KR87 (1 Wo.)KR | — | Erstveröffentlichung: 16. September 2015 Verkäufe KR: + 25.405            |
| 2017                   | 비처럼 가지 마요 (One More Chance) Play                   | KR85 (1 Wo.)KR | — | Erstveröffentlichung: 2017 Verkäufe KR: + 20.443                          |
| 2017                   | Black Suit Play                                           | KR23 (3 Wo.)KR | — | Erstveröffentlichung: 16. September 2017 Verkäufe KR: + 292.923           |
| 2018                   | Lo Siento Replay                                          | — | — | Erstveröffentlichung: 12. April 2018 feat. Leslie Grace and Play-N-Skillz |
| 2018                   | Super Duper Replay                                        | — | — | Erstveröffentlichung: 2018                                                |
| 2018                   | Animals One More Time                                     | — | — | Erstveröffentlichung: 2018                                                |
| 2018                   | One More Time (Otra Vez) One More Time                    | — | — | Erstveröffentlichung: 2018 feat. Reik                                     |
| 2019                   | Show Time_Slip                                            | — | — | Erstveröffentlichung: 2019                                                |
| 2019                   | Somebody New Time_Slip                                    | — | — | Erstveröffentlichung: 2019                                                |
| 2019                   | The Crown Time_Slip                                       | — | — | Erstveröffentlichung: 2019                                                |
| 2019                   | I Think I Time_Slip                                       | — | — | Erstveröffentlichung: 2019                                                |
| 2019                   | Super Clap Time_Slip                                      | KR83 (1 Wo.)KR | — | Erstveröffentlichung: 2019                                                |
| 2020                   | 2YA2YAO! Timeless                                         | KR188 (1 Wo.)KR | — | Erstveröffentlichung: 2020                                                |
| 2020                   | Uriege (The Melody) The Renaissance                       | — | — | Erstveröffentlichung: 2020                                                |
| 2021                   | House Party The Renaissance                               | KR107 (1 Wo.)KR | — | Erstveröffentlichung: 2021                                                |
| 2022                   | Callin’ The Road: Winter for Spring                       | — | — | Erstveröffentlichung: 2022                                                |
| 2022                   | Mango The Road: Keep on Going                             | KR123 (1 Wo.)KR | — | Erstveröffentlichung: 2022                                                |
| 2022                   | Celebrate The Road: Celebration                           | — | — | Erstveröffentlichung: 2022                                                |
| 2024                   | Show Time –                                               | — | — | Erstveröffentlichung: 2024                                                |
| Japanische Singles     |                                                           | | |                                                                           |
|                        |                                                           | | |                                                                           |
| 2008                   | U / Twins –                                               | — | JP8 (2 Wo.)JP | Erstveröffentlichung: 9. Juli 2008 Verkäufe JP: + 21.379                  |
| 2008                   | Marry U –                                                 | — | JP20 (1 Wo.)JP | Erstveröffentlichung: 26. November 2008 Verkäufe JP: + 8.705              |
| 2011                   | Bijin (Bonamana) Hero                                     | — | JP2 (7 Wo.)JP | Erstveröffentlichung: 8. Juni 2011 Verkäufe JP: + 69.875                  |
| 2011                   | Mr. Simple Hero                                           | — | JP2 Gold · (22 Wo.)JP | Erstveröffentlichung: 7. Dezember 2011 Verkäufe JP: + 110.608             |
| 2012                   | Opera Hero                                                | — | JP3 Gold · (14 Wo.)JP | Erstveröffentlichung: 9. Mai 2012 Verkäufe JP: + 184.469                  |
| 2012                   | Sexy, Free & Single Hero                                  | — | JP2 Gold · (8 Wo.)JP | Erstveröffentlichung: 22. August 2012 Verkäufe JP: + 123.140              |
| 2013                   | Blue World Star                                           | — | JP3 (8 Wo.)JP | Erstveröffentlichung: 11. Dezember 2013 Verkäufe JP: + 77.026             |
| 2014                   | Mamacita -Ayaya- Star                                     | — | JP1 (6 Wo.)JP | Erstveröffentlichung: 17. Dezember 2014 Verkäufe JP: + 69.498             |
| 2016                   | Devil / Magic Star                                        | — | JP2 (7 Wo.)JP | Erstveröffentlichung: 6. Januar 2016 Verkäufe JP: + 65.819                |
| 2017                   | On and On Star                                            | — | — | Erstveröffentlichung: 2017                                                |
| 2018                   | One More Time Star                                        | — | JP3 (5 Wo.)JP | Erstveröffentlichung: 28. November 2018 Verkäufe JP: + 48.758             |
| 2019                   | I Think I I Think U                                       | — | — | Erstveröffentlichung: 2019                                                |

grau schraffiert: keine Chartdaten aus diesem Jahr verfügbar

### Auszeichnungen für Musikverkäufe
| Goldene Schallplatte - Philippinen - 2009: für das Album Sorry, Sorry - 2011: für das Album Bonamana |

Anmerkung: Auszeichnungen in Ländern aus den Charttabellen bzw. Chartboxen sind in ebendiesen zu finden.
| Land/RegionAuszeichnungen für Musikverkäufe (Land/Region, Auszeichnungen, Verkäufe, Quellen) | Gold     | Platin     | Verkäufe | Quellen         |
| -------------------------------------------------------------------------------------------- | -------- | ---------- | -------- | --------------- |
| Japan (RIAJ)                                                                                 | 4× Gold4 | —          | 400.000  | riaj.or.jp      |
| Philippinen (PARI)                                                                           | 2× Gold2 | —          | 15.000   | Einzelnachweise |
| Südkorea (KMCA)                                                                              | —        | 2× Platin2 | 500.000  | circlechart.kr  |
| Insgesamt                                                                                    | 6× Gold6 | 2× Platin2 |          |                 |

## Auszeichnungen
| Jahr | Awards |
| ---- | --- |
| 2006 | - Korean Chinese Custom Ceremony, China – Beste Musikgruppe (24. September) - Korean Chinese Custom Ceremony, China – Korea-China 30 meist beeinflussensten Personen (24. September) - 13th Korean Television Arts Festival – Beste Gruppe (31. Oktober) - 7th Korean Visual Arts Festival – Photogenic Award (8. November) - MKMF Awards – Beste Newcomer (25. November) - MTV Seoul Gayo Daesang Awards – Bester Newcomer (1. Dezember) - MTV Seoul Gayo Daesang Awards – Mobile Popularity Award (1. Dezember) - Mnet Golden Disk Awards – Beste Newcomer (14. Dezember) - Mnet Golden Disk Awards – Bestes Musikvideo (14. Dezember) - Jukeon Digital Music Awards – Beste Newcomer (22. Dezember) - SBS Gayo Daejun – Beste Newcomer männlich (29. Dezember)                                                     |
| 2007 | - SEED Awards, Thailand – Bester Newcomer Asien (31. Januar) - 2007 M.NET Summer Break 20’s Choice Awards, Südkorea – Bester Newcomer Asien (21. August) - 2007 M.NET Summer Break 20’s Choice Awards, Südkorea – Beste Gruppe (21. August) - 2007 M.NET Summer Break 20’s Choice Awards, Südkorea – Beste Performance (21. August) - 2007 M.NET Summer Break 20’s Choice Awards, Südkorea – Best Pretty Boy – Kim Hee-chul (21. August) - 2007 M.NET Summer Break 20’s Choice Awards, Südkorea – Best Bad Boy – Kang-In (21. August) - 2007 M.NET Summer Break 20’s Choice Awards, Südkorea – Best Dresser on Blue Carpet (21. August) - 2007 Asia Song Festival, Südkorea – Appreciation Award (22. September) - 14th Annual Korean Performing Arts Awards, Südkorea – Beste männliche „Dance Artists“ (6. Oktober) |